# Phạm Trọng Yêm
Phạm Trọng Yêm, tiếng Trung: 范仲淹, (989 - 1052), tự Hy Văn, thụy Văn Chính, là một nhà chính trị, nhà văn, nhà quân sự, nhà giáo dục thời Bắc Tống. Ông là người huyện Ngô, phủ Tô Châu (nay thuộc Tô Châu, Giang Tô).

## Cuộc đời
Ông sinh ra tại Từ Châu. Cha ông là Phạm Dung (范墉), từng làm nhiều chức vụ khác nhau trong chính quyền Bắc Tống những ngày đầu mới thành lập, Phạm Dung mất ở Từ Châu khi con trai Trọng Yêm được 1 tuổi (990). Mẹ ông là Tạ phu nhân, đã cải giá đến huyện Trường Sơn, Truy Châu, Sơn Đông lấy người họ Chu, nên ông được cải tên thành Chu Thuyết. Sau đó ông tới chùa Lễ Toàn trên dãy núi Trường Bạch đọc sách, mỗi ngày chỉ thổi nấu một nồi cháo. Ông là người tự hiểu thân thế của mình, cũng nhân tiện để từ biệt mẹ đẻ, đã một thân một mình tới Nam Kinh đèn sách. Năm Đại Trung Tường Phù thứ 8 (1015) đời Tống Chân Tông ông đỗ tiến sĩ, tới Quảng Đức quân làm tư lý tham quân (coi công việc hình ngục), liền đón mẹ mình về nuôi dưỡng.
Thời Tống Nhân Tông, ông đảm nhận chức vụ hữu tư gián. Năm 1038, vua Cảnh Tông (Lý Nguyên Hạo) của Tây Hạ sau khi tự lập làm hoàng đế nhà nước Tây Hạ đã phát động chiến tranh Tống-Hạ, ông cùng Hàn Kỳ đảm nhận chức vụ kinh lược an phủ chiêu thảo phó sứ Thiểm Tây, trợ giúp Hạ Tủng dẹp loạn. Tháng 7 năm Khánh Lịch thứ 3 (1043) ông được thăng chức thành xu mật phó sứ, tham tri chánh sự (phó tể tướng). Trong năm này, ông cùng Phú Bật, Hàn Kỳ đề xuất cải cách công việc triều chính. Nhóm của ông đề xuất cái mà sử sách sau này gọi là "đáp thủ chiếu điều trần thập sự" (10 điều cần cải cách), trong đó có "minh truất trắc, quân điền phú, tu võ bị, giảm dao dịch" (bổ nhiệm, bãi miễn rõ ràng; thu thuế quân điền; tu sửa võ bị, bớt lao dịch), sử sách Trung Quốc gọi là "Khánh Lịch tân chính" hay "Khánh Lịch chi trị". Cuộc cải cách Khánh Lịch này nhanh chóng thất bại vào năm 1045 do bị các quan lại, chủ yếu là bè đảng của Hạ Tủng phản đối, ông bị giáng chức, chuyển tới Đặng Châu, Hàng Châu, Thanh Châu. Năm Hoàng Hữu thứ 4 (1052) ông chết vì bệnh tại Từ Châu.

## Tác phẩm văn chương
Về văn chương, tác phẩm đáng chú ý nhất của ông có lẽ là Nhạc Dương lâu ký (ghi chép ở lầu Nhạc Dương), nó nổi tiếng vì đạo đức chính trị mà ông thể hiện ở phần cuối trong câu "先天下之忧而忧，后天下之乐而乐 - tiên thiên hạ chi ưu nhi ưu, hậu thiên hạ chi lạc nhi lạc" (lo trước cái lo của thiên hạ, vui sau cái vui của thiên hạ).
Ông cũng là người nổi tiếng với thể loại từ, các tác phẩm đáng chú ý có Ngư gia ngạo, Tô mạc già. Âu Dương Tu tán xưng Ngư gia ngạo là "cùng tắc ngoại chi từ" (Ngụy Thái, Đông hiên bút lục, quyển 11).

## Khái niệm chủ yếu
1. "Thượng hạ thiên quang" (Trên, dưới, sáng trời) - Phạm Trọng Yêm viết trong bài Nhạc Dương lâu ký (岳陽樓記): Thượng hạ thiên quang, nhất bích vạn khoảnh (上下天光、一碧萬頃), nghĩa là "Trời và đất sáng chói, một ngọc bích trên triệu mẫu".
2. "Sơn cao thủy trường" (Núi cao, sông dài) – Trong bài Suy tôn Thầy Nghiêm quận Đồng Lư (嚴先生祠堂記)", Phạm Trọng Yêm viết: Vân sơn thương thương, giang thủy ương ương, Tiên Sinh chi phong, sơn cao thủy trường (云山蒼蒼、江水泱泱、先生之風、山高水長), nghĩa là "Núi xanh sẫm, sông nước sâu thẳm, phong cách của Thầy, như núi cao sông dài".

## Gia quyến

### Phụ mẫu
- Thân phụ: Phạm Dung (范墉), đảm nhiệm Vũ Ninh quân Tiết độ Chưởng thư ký, phong Thái sư, Chu Quốc công (周国公).
- Thân mẫu: Tạ thị (谢氏).
- Kế phụ: Chu Văn Hàn (朱文翰), người Trường Sơn, từng nhận chức Bình Giang Thôi quan.

### Hậu duệ
- Phạm Thuần Hựu (范纯佑), Giám chủ bộ, Ty trúc giám.
  - Phạm Chính Thần (范正臣), Thái Thường tự Thái chúc.
- Phạm Thuần Nhân (范纯仁).
  - Phạm Chính Tư (范正思), tự Tử Tư (子思).
  - Phạm Chính Bình (范正平), tự Tử Di (子夷), Khai Phong úy, Tượng Châu Tri châu.
- Phạm Thuần Lễ (范纯礼), Hà Nam phủ Phán quan, Lại bộ Lang trung, Lễ bộ Thượng thư...
- Phạm Thuần Túy (范纯粹), quan đến Hộ bộ Thị lang.